# (27835) 1994 PZ13
A (27835) 1994 PZ13 a Naprendszer kisbolygóövében található aszteroida. Eric Walter Elst fedezte fel 1994. augusztus 10-én.